# Гилмор, Питер
Питер Говард Гилмор (англ. Peter Howard Gilmore [ˈpitəɹ ˈhaʊəɹd ˈgɪlmɔɹ]; род. 24 мая 1958, Нью-Йорк) — американский оккультист, нынешний верховный жрец Церкви Сатаны.

## Биография
В течение долгого времени был официальным представителем Церкви Сатаны, одновременно являясь участником сатанинской дэт-метал группы «Acheron»; в 2001 году Бланш Бартон — жена Антона Лавея, основателя организации и её верховного жреца до самой смерти в 1997, после официального отказа Винсента Кроули от должности главы Церкви Сатаны, — официально передала Гилмору и его супруге Пегги Надрамиа свои полномочия.
Как представитель Церкви Сатаны, Питер Гилмор дал множество интервью, освещал вопросы сатанизма на радио и телевидении, участвуя в таких программах, как, например, The History Channel, Би-би-си, The Sci-Fi Channel, христианская радиопередача Боба Ларсона и др.
В 1989 году со своей супругой Пегги Надрамией основал двухгодичный сатанинский журнал «The Black Flame», который прекратил своё существование в 2005 году. В том же году стал автором нового вступления к «Сатанинской библии», а его статья о сатанизме была включена в «Энциклопедию религии и природы».

### На русском языке
- Гилмор, Питер. Сатанинские писания. — Algol, 2013. ISBN 978-9949-30-588-9, ISBN 978-9949-30-589-6.

## Фильмография

### Актёр
- 1993 — Speak of the Devil: The Canon of Anton LaVey — играет самого себя
- 2004 — Час — играет самого себя
- 2006 — 666 the Satanic Mass — Магус
- 2009 — Природа существования — играет самого себя
- 2010 — Внутри Церкви Сатаны — играет самого себя
- 2019 — An American Satan — играет самого себя
- 2019 — Anton LaVey - Into the Devil’s Dan
- 2024 — Realm of Satan

### Продюсер
- 2006 — 666 the Satanic High Mass

### Композитор
- 1989 — Dead Silence

### Интервью на английском языке
- Endemoniada.
- New York Press.
- The Devil’s Advocates — статья, посвящённая 6/6/06.
- Интервью Гилмора @ Chicago Public Radio.